# Собачий корм
Собачий корм — поживний корм, розроблений з урахуванням фізіологічних потреб собак.
Собачий корм виробляється зазвичай промисловим способом. Корм, орієнтований на харчування середнього собаки, містить велику кількість білків, вуглеводів, домашньої птиці та жиру. Залежно від вмісту води розрізняють сухі та вологі корми.

## Основні компоненти корму для собак
Рецептура для годування собак складається таким чином, щоб в ній були максимально збалансовані всі поживні речовини. Собака легко пристосовується до умов проживання з людиною та може їсти будь-яку їжу, за винятком деяких продуктів (наприклад, шоколаду, який для собак є токсичним). Однак, в правильному собачому кормі всі складники, необхідні для здорового росту та розвитку, повинні бути підібрані в потрібному співвідношенні.
У раціоні собак повинно бути присутнім не лише м'ясо.
Саме тому корми для собак містять окрім м'яса додаткові білкові компоненти, багато інших поживних речовин, які в натуральному вигляді собака не завжди їсть з таким же задоволенням.
Необхідні для нормальної життєдіяльності собаки поживні речовини:
- Білки (протеїни)
- Жири
- Вуглеводи
- Мінеральні речовини
- Вітаміни
- Вода

### Білок
Білок, що доданий в корм, може бути як тваринного, так і рослинного походження. В основному тваринний білок видобуваєтся з великої рогатої худоби, курятини, побічних продуктів з птиці, сухого яйця, риби, рибного борошна, м'ясного борошна, кісткового борошна та побічних продуктів з м'яса.
Під «побічними продуктами» розглядаються інгредієнти, в які, окрім основних складників, додаються також другорядні продукти. Наприклад, як побічні продукти з птиці використовуються частини забитої птиці, що містять кістки, голову, ноги та потрохи.
Як джерело для білка рослинного походження використовують кукурудзяний глютен, соєві продукти, зелене борошно з люцерни, сухі пивні дріжджі, борошно з лляної макухи і зародки пшеничного зерна.
Для визначення рівня вмісту білка важлива не тільки його процентна частка, але і його якість, легкотравність.

### Вуглеводи
Розрізняють легкотравні та важкотравні вуглеводи. Головним джерелом легкотравних вуглеводів є різні добавки у вигляді кукурудзи, рису, пшениці, вівса, ячменю, моркви, лляного насіння, гороху і картоплі. Вуглеводи додаються в корм в основному як підсилювач. Якість використовуваних вуглеводів можна легко встановити по консистенції і кількості калових мас. Невелика кількість випорожнень, мале газоутворення і оптимальна консистенція стулу є індикатором легкотравних і добре приготованих вуглеводів.
Харчові волокна, які містяться в кормі, незамінні як сира клітковина для нормальної роботи травного тракту. Для їх отримання обробляють буряковий жом, яблучні та томатні вижимки, шкарлупу земляного горіха, цитрусовий жом, вівсяні та пшеничні висівки, а також целюлозу.

### Жир
Крім свого основного призначення, як джерела енергії, кормові жири містять необхідні жирні кислоти і служать для поліпшення смаку. З тканини ссавців і птахів видобувається тваринний жир, процентна складова жирних кислот якого перевищує 90 відсотків. Найчастіше для собачого корму використовується пташиний жир. Рослинні складові, що використовуються для створення собачого корму, повинні мати ті ж якості, що й тваринні жири і виготовляються з сої, сафлору чи кукурудзи.

### Інші складники
Як й іншим ссавцям, собакам потрібні вітамін и, макроелементи і мікроелементи для тривалої підтримки здоров'я. Крім того, додаються також антиоксиданти і, рідше, консерванти, щоб забезпечити збереженість продуктів. Антиоксиданти можуть мати як штучне, так і природне походження (напр. вітамін Е).

## Сухий корм

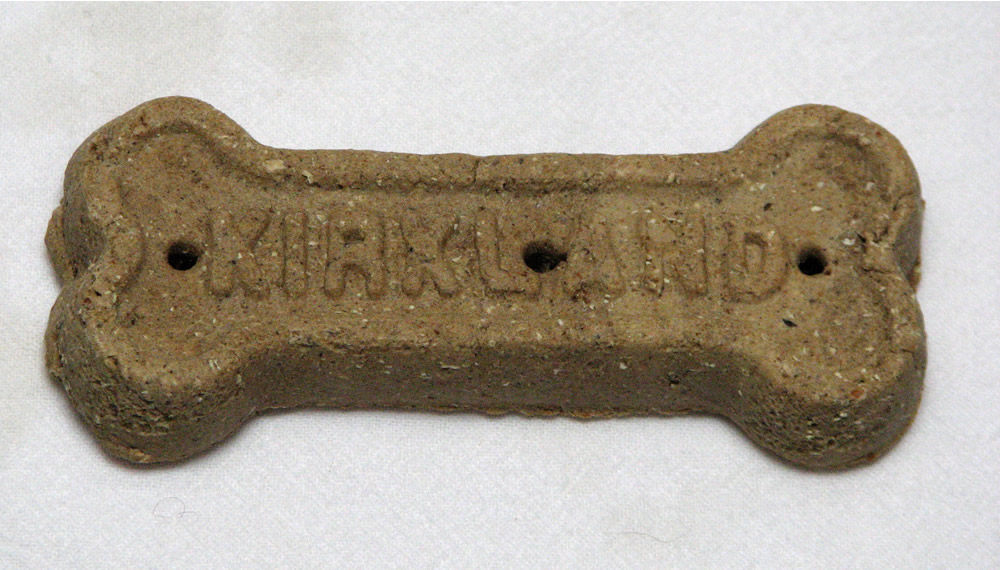
Сухий корм у вигляді кісточки

### Economy (собачий корм економ-класу)
Виготовляється з найдешевших інгредієнтів, тому є самим недорогим. В основному містить субпродукти з додаванням низькосортних злакових культур і сої. Найчастіше до складу входять м'ясні продукти категорії 4D (полеглі, вмираючі, хворі або старі тварини, що надходять на бойню). Як правило, постійно тримати собак на такому кормі шкідливо, оскільки надлишок гормонів, пестицидів і біологічних добавок, а також дефіцит вітамінів і амінокислот негативно впливає на ріст, здоров'я і зовнішній вигляд домашніх собак, може викликати небажані зміни в їх поведінці. Поживність і засвоюваність таких кормів дуже мала, тому їх витрата вище, ніж у кормів для постійного живлення. Енергетична цінність сухих кормів економ-класу близько 250—300 ккал/100 г.

### Regular (корм для постійного живлення)
При виготовленні цих кормів використовуються більш якісні продукти. Основне джерело білка в них — м'ясні продукти. Тим не менше, більшість таких кормів містить синтетичні барвники, підсолоджувачі, покращувачі смаку, віддушки, в них підвищена концентрація солі. Сухий корм regular краще засвоюється організмом. Кількість неперетравлених відходів значно нижче, ніж при використанні сухих кормів економ-класу або звичайної їжі. Енергетична цінність на 100 р. становить 300—350 ккал.

### Premium (корм преміум-класу)
Першосортні (premium) і високоякісні (performance) корми відрізняються найбільшою відповідністю всім вимогам до здорового харчування домашніх тварин. Як основна складова в них використовується м'ясо яловичини, птиці або ягняти. Додаються такі компоненти як яйце, якісні злакові (рис, пшениця). Найчастіше склад корму преміум-класу враховує вік собаки, величину фізичних навантажень, масу тіла, стан здоров'я. Енергетична цінність — 350—450 ккал/100 г. Більшість компаній, що спеціалізуються на виготовленні даних кормів, мають власні джерела сировини (ферми, сільськогосподарські угіддя).

### Рекомендації при годівлі сухим кормом
Слід звертати увагу на склад, який не завжди відповідає наведеній вище класифікації. Варто пам'ятати, що хороший корм складається з м'яса, а не з субпродуктів тваринного походження. У ньому має бути не більше 50 % якісних злакових або овочів. За стандартами на етикетці сухого корму в обов'язковому порядку повинна бути зазначена наступна інформація:
- Назва торгової марки
- Інформація, для яких собак призначений корм, вік
- Гарантований аналіз (у відсотках, мінімальний вміст інгредієнтів)
- Склад (у зворотному порядку залежно від ваги)
- Маса, термін придатності
- Назва дистриб'юторської компанії, що розповсюджує корм на території України.

Перед вибором корму бажано порадитися з ветеринаром або досвідченим заводчиком.
Корм підбирається згідно з віком собаки та її фізіологічним станом.
Спочатку слід купити невелику упаковку корму, щоб визначити, чи підійде він собаці. Переходити на сухий корм слід поступово, протягом 1-3 тижнів.
Якщо собака неохоче їсть корм, можна додати в нього кефір, невелику кількість тертого сиру (не більше 10 % від загальної кількості).
Корм дається собаці як в сухому, так і в розмоченому (звичайною питною водою) стані.
Не можна змішувати сухий корм і натуральні продукти в одному годуванні. Особливо шкідливо змішувати сухий корм з фаршем.

## Спеціальне і вікове харчування
Згідно з вимогами організму собаки, які змінюються з її віком, склад корму може варіюватися від кормів для цуценят, молодих і зрілих собак до старих собак. Крім того існує широкий вибір спеціальних кормів, що виконують роль лікарських засобів. Прикладом цього можуть служити дієти для огрядних собак, дієти для нирок, печінки, засоби для допомоги усунення сечового каменю, реконвалесценції, замінники молока і багато інших.
При годуванні собак виключно залишками людської їжі необхідно доповнювати їх раціон амінокислотами, вітамінами, живильними речовинами і мікроелементами. При тривалій відсутності або недостатньому годуванні собак спеціальними добавками це призводить до хвороб.

### Годування цуценят
Після припинення грудного вигодовування щеняти привчають до повноцінного раціональному харчуванню. В силу віку шлунок цуценят ще не дуже великий, тому за одне годування не може вмістити достатню кількість їжі. Тим не менш, добова потреба зростаючих собак в поживних речовинах та мінералах навіть більше, ніж у дорослих. Тому хороший корм для цуценят містить все необхідне для формування здорового організму.
Корм для цуценят підбирається згідно з віком і фізичною формою. Важливо, щоб на упаковці було зазначено, що це корм для цуценят і молодих собак. Це є гарантією, що зростаюча собака отримає їжу, необхідну для нормального розвитку.
Цуценят необхідно годувати протягом усього дня. Починають з п'яти невеликих порцій на день. Потім доводять годування до чотирьох порцій (з трьох місяців). До восьми місяців цуценят годують три рази на день. Потім переходять на графік прийому їжі в два етапи. Такий режим зберігається у міру зростання. Не слід економити при покупці корму. Склад продуктів узгоджується з ветеринаром.
Перші тижні корм для цуценят можна розмочувати в молоці або теплій воді. Важливий певний режим харчування: корм видається в певний час і в певному місці.
У міру дорослішання порційна кількість корму збільшується.
Для заповнення кальцію цуценятам до року слід обов'язково давати сир. Краще його готувати самим. Також цуценятам корисно давати сирі фрукти і ягоди, а також сухофрукти. Каша з вареним гарбузом корисна як вітамінний корм і протиглистний засіб. Родзинки, сухофрукти і сир можна застосовувати не тільки як прикормку, але і як заохочення при дресируванні. Для посиленого росту і розвитку скелету цуценяті можна давати додатково до основної їжі крейду і вугілля; шматочки кладуться в доступному місці, щоб цуценя гриз їх у разі потреби.
У період зміни зубів (від 3 до 7 місяців) ветеринари рекомендують підгодовувати щенят глюконатом або лактатом кальцію. У день дається 2-3 таблетки. Якщо щеня відмовляється їх їсти, слід дрібно розмолоти і додати в основний корм.

### Годування собак дрібних порід
У порівнянні з більш великими собаками, маленькі собаки мають прискорений обмін речовин. Тому їх харчування повинно відрізнятися високою метаболічною енергією. Корми для таких собак не повинні містити баластних наповнювачів (кукурудза, соя, ячмінь), оскільки вони лише збільшують об'єм корму, але не приносять користь.
Шлунок собак дрібних порід невеликий. Тому задовольнити їх енергетичну потребу за рахунок збільшення кількості їжі та частоти годівлі складно. Якщо корм не достатньо енергетично цінний, собака буде млявою.
Корм для собак дрібних порід повинен у великих концентраціях містити такі мінеральні речовини і мікроелементи, як кальцій, фосфор, натрій, калій і магній, а також залізо, цинк, мідь, марганець, йод, кобальт і селен.
Щоб підтримувати в хорошому стані шкіру і шерсть маленьких собак, в корм додаються жирні кислоти і вітаміни групи B. Їх кількість повинна бути точно вивірена і збалансована, щоб не створювати навантаження на печінку.

### Годування собак середніх порід
До таких собакам відносяться тер'єри, пуделі та інші. Вони дуже рухливі і активні. Собачий корм підбирається таким чином, щоб було правильне співвідношення білків, жирів і вуглеводів, що підтримують енергетичний баланс на належному рівні. Процентний вміст жиру в такому кормі не повинен перевищувати 18 %, тому що організм собак середніх порід погано реагує на його надлишок. А це може призвести до захворювань печінки.
Повноцінний корм для собак середніх порід повинен містити білки, що складаються з амінокислот замінних і незамінних. Відсутність хоча б однієї з них негативно впливає на здоров'я собаки. Тому до складу корму повинні входити, в першу чергу, яйця, м'ясо курей і інші корисні інгредієнти.
Для зміцнення кісток в корм для собак середніх порід додають кальцій, фосфор і вітамін D. Здоров'я суглобів і хрящів забезпечують глюкозамін і хондроїтин. Ці дві речовини, діючи разом, забезпечують захист хрящів і зв'язок, зберігаючи еластичність суглобів.

### Годування собак великих порід
Собаки великих порід істотно відрізняються від інших в плані фізіології. Ці відмінності необхідно враховувати при виборі корму.
Період дорослішання у цих собак значно довгий (до двох років). Бурхливе зростання цуценят супроводжується проблемами з суглобами та зв'язками. Тому годувати цуценят собак великих порід звичайним кормом не рекомендується. Крім того, для цих собак небезпечні розтягування шлунка і кишки. Відомі випадки, коли собаки вмирали через інвагінацію кишки. Щоб запобігти цьому, слід давати собакам не дуже великі порції їжі за один раз. Водночас необхідно, щоб корм тамував відчуття голоду і містив всі необхідні собаці поживні речовини. Небажаний вміст дешевих баластних речовин, таких як кукурудза, соя і ячмінь, які забивають шлунок, а в корм кладуться виключно для збільшення його обсягу.
Для собак великих порід шкідлива зайва мінералізація кістяка, оскільки це може призвести до затримок росту. Слід звернути увагу на вміст в їжі кальцію і фосфору — їх питома вага в кормі істотно відрізняється від складу корму для більш дрібних порід. Бажано, щоб всі важливі мінеральні речовини (в тому числі цинк і марганець) в кормі містилися в формі хелатів (складних солей, що допомагають організму засвоювати ці речовини).
Слід пам'ятати про більше навантаження собак великих порід на опорно-руховий апарат. У кормі обов'язково повинні бути присутніми хондроїтин сульфат і глюкозамін.
Вітаміни A і D покликані стимулювати зростання собаки, а взаємодоповняльні антиоксиданти підсилюють імунно-захисні механізми організму, забезпечуючи профілактику серцево-судинних захворювань і попереджаючи раннє старіння тварини. Природно, необхідно стежити за підтримкою стабільної ваги собаки.